# Ophiogymna elegans
Ophiogymna elegans is een slangster uit de familie Ophiotrichidae.
De wetenschappelijke naam van de soort werd in 1866 gepubliceerd door Axel Vilhelm Ljungman.